# Saint-Julien-aux-Bois
Saint-Julien-aux-Bois – miejscowość i gmina we Francji, w regionie Nowa Akwitania, w departamencie Corrèze.
Według danych na rok 1990 gminę zamieszkiwały 584 osoby, a gęstość zaludnienia wynosiła 13 osób/km² (wśród 747 gmin Limousin Saint-Julien-aux-Bois plasuje się na 223. miejscu pod względem liczby ludności, natomiast pod względem powierzchni na miejscu 53.).